# Jung Woo-young
Jung Woo-young (Ulsan, 14 december 1989) is een Zuid-Koreaans voetballer.

## Clubcarrière
Jung Woo-young tekende in 2011 bij Kyoto Sanga FC.

## Interlandcarrière
Jung kwam uit op de WK-eindronde 2018 in Rusland, waar de selectie onder leiding van bondocach Shin Tae-yong in de groepsfase werd uitgeschakeld. De ploeg verloor van achtereenvolgens Zweden (0-1) en Mexico (1-2), maar won in het afsluitende groepsduel verrassend met 2-0 van titelverdediger Duitsland, waardoor Die Mannschaft eveneens de koffers kon pakken. Jung speelde mee in alle drie de groepswedstrijden, tweemaal als invaller en eenmaal als basisspeler.
1 Kim Seung-gyu ·
2 Lee Yong ·
3 Jung Seung-hyun ·
4 Oh Ban-suk ·
5 Yun Young-sun ·
6 Park Joo-ho ·
7 Son Heung-min ·
8 Ju Se-jong ·
9 Kim Shin-wook ·
10 Lee Seung-woo ·
11 Hwang Hee-chan ·
12 Kim Min-woo ·
13 Koo Ja-cheol ·
14 Hong Chul ·
15 Jung Woo-young ·
16 Ki Sung-yong  ·
17 Lee Jae-sung ·
18 Moon Seon-min ·
19 Kim Young-gwon ·
20 Jang Hyun-soo ·
21 Kim Jin-hyeon ·
22 Go Yo-han ·
23 Cho Hyun-woo ·
Coach: Shin Tae-yong
1 Kim S. ·
2 Yoon ·
3 Kim J. ·
4 Kim Mi. ·
5 Jung ·
6 Hwang I. ·
7 Son H.  ·
8 Paik ·
9 Cho G. ·
10 Lee J. ·
11 Hwang H. ·
12 Song B. ·
13 Son J. ·
14 Hong ·
15 Kim Mo. ·
16 Hwang U. ·
17 Na ·
18 Lee K. ·
19 Kim Y. ·
20 Kwon K. ·
21 Jo ·
22 Kwon C. ·
23 Kim T. ·
24 Cho Y. ·
25 Jeong ·
26 Song M. ·
Coach: Bento